# مارثا كاسيل تومسون
كانت مارثا آن كاسيل تومسون (1925- 1968) عضوًا في عائلة كاسيل البارزة للمعماريين الأمريكيين من أصل أفريقي. كانت رئيسة معماريي الترميم لكاتدرائية واشنطن الوطنية.

## النشأة والتعليم
كانت مارثا آن الطفلة الثانية للمعماري ألبرت كاسيل، والمعلمة في مدرسة بالتيمور العامة آن ماسون كاسيل. التحقت بمدرسة جيمس مونرو الابتدائية وبمدرستي غارنيت باترسون وبانكير جونيور الإعداديتين وبمدرسة دنبار الثانوية، وتخرجت منها كطالبة متفوقة عام 1943. شجع ألبرت مارثا وأخوتها تشارلز كاسيل وألبرتا جانيت كاسيل على الالتحاق بجامعة كورنيل للعمارة والفنون والتخطيط للدراسات العليا. حصلت مارثا على بكالوريس العلوم في العمارة من كلية العمارة في جامعة كورنيل عام 1947 أو 1948. كانت مارثا مع أختها ألبرتا جانيت أول سيدتين أمريكيتين من أصل أفريقي تتخرجان بشهادة بكالوريوس من الجامعة.

## المسيرة المهنية
عملت تومسون بين عامي 1949 و1951، في شركة معمارية في سانت لويس، ثم عملت بعد ذلك مع المعماري فيليب هربرت فرومان (1887- 1972) في شركة فرومان وروب وقليلًا في مقاطعة كولومبيا، حيث أصبحت رئيسة معماريي الترميم في كاتدرائية القديس بطرس وبولوس (التي صممها بودلي وفون في الأصل)، والمعروفة لاحقًا باسم كاتدرائية واشنطن الوطنية، نظرًا لخبرتها في العمارة القوطية. كانت أيضًا واحدة من المعماريات الوحيدات في الفريق المسؤول عن إكمال المشروع. عملت في المشروع بين عامي 1959- 1968.
كانت مارثا كاسيل تومسون عازفة بيانو ماهرة أيضًا، ونظمت لجنة الخدمات الاجتماعية لجمعية الشابات المسيحيات.

## الحياة الشخصية
تزوجت مارثا كاسيل من الدكتور فيكتور تومسون في عام 1948، الذي كان طالبًا في كلية الطب في ميهاري. أنجب الثنائي طفلة واحدة تُدعى كاريس تومسون عام 1949، تدربت في معهد إلينوي للتكنولوجيا وأصبحت الجيل الثالث من المعماريين. توفيت مارثا كاسيل تومسون في عام 1968، ودُفنت في مقبرة لنكولن التذكارية في سويتلاند في ماريلاند.